# Тиха Руда
Тиха Руда — річка в Україні, що протікає в межах Липовецького району Вінницької області, ліва притока р. Десна. Басейн Південного Бугу. 
Довжина 14 км, площа басейну - 67,6 км².
Протікає через села Костянтинівка та Петрівка, впадає у десну за 35 км від її гирла.

## Галерея

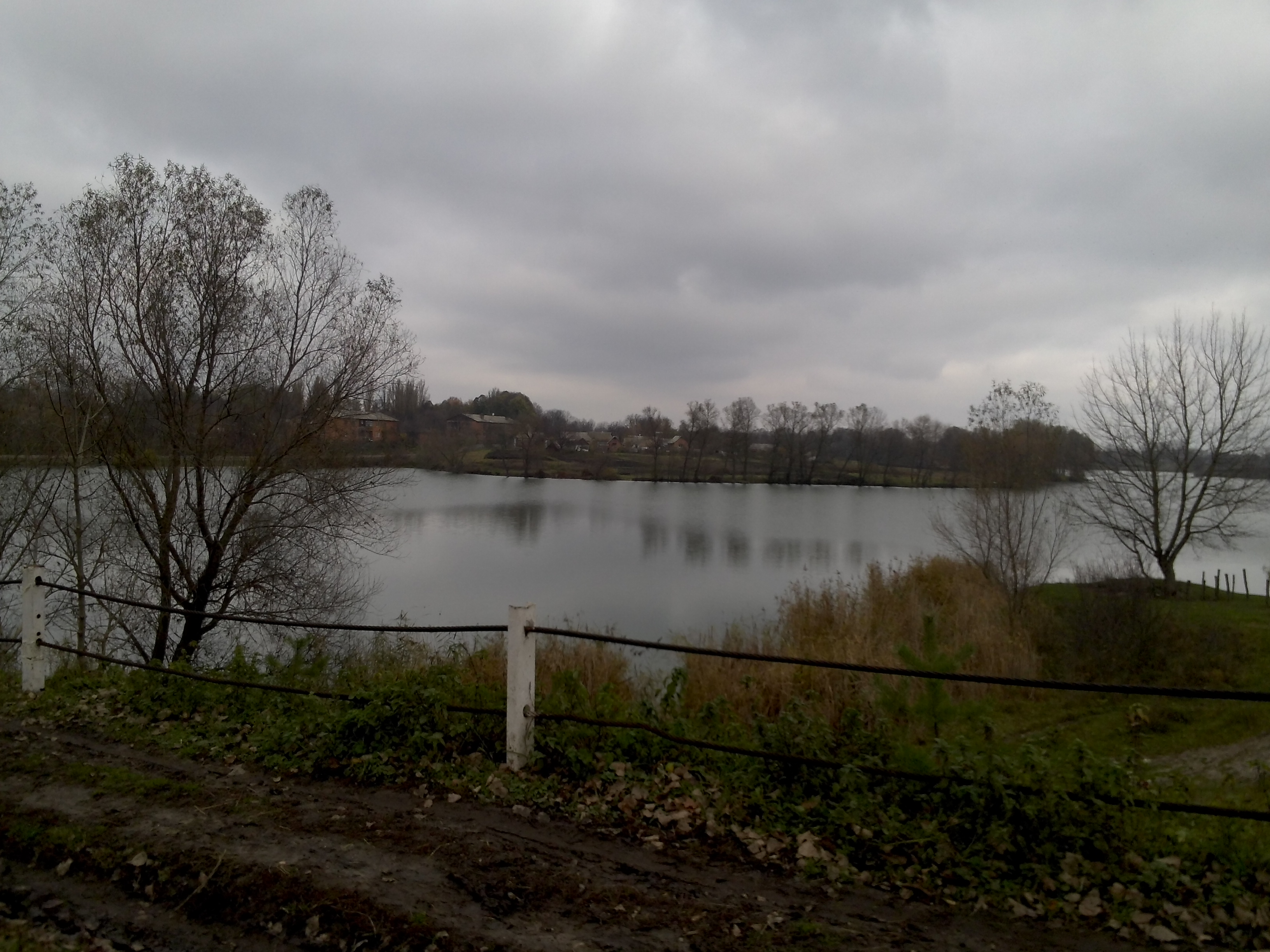
Ставок на р. Тиха Руда в с. Костянтинівка
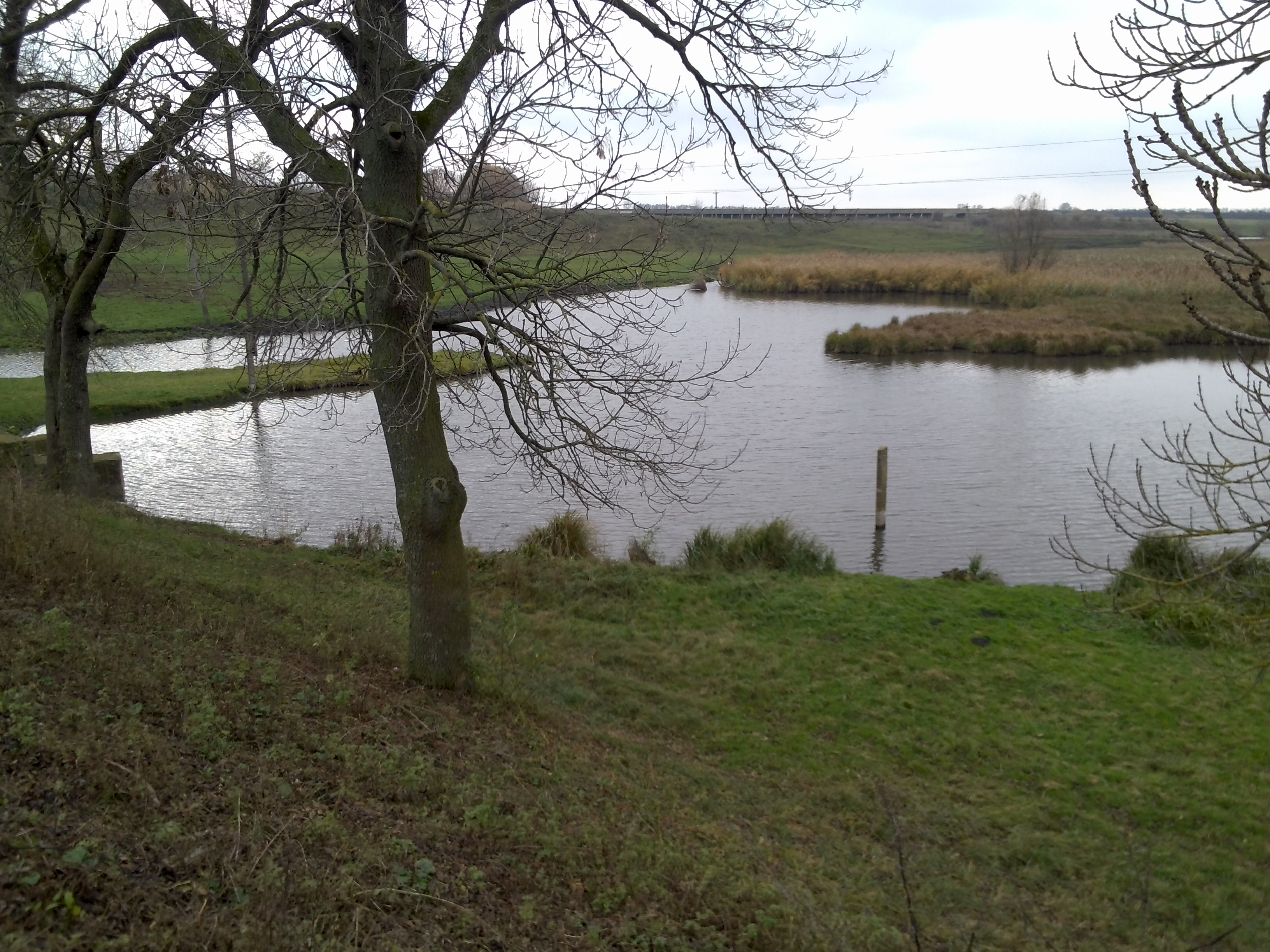
Тиха Руда в с.
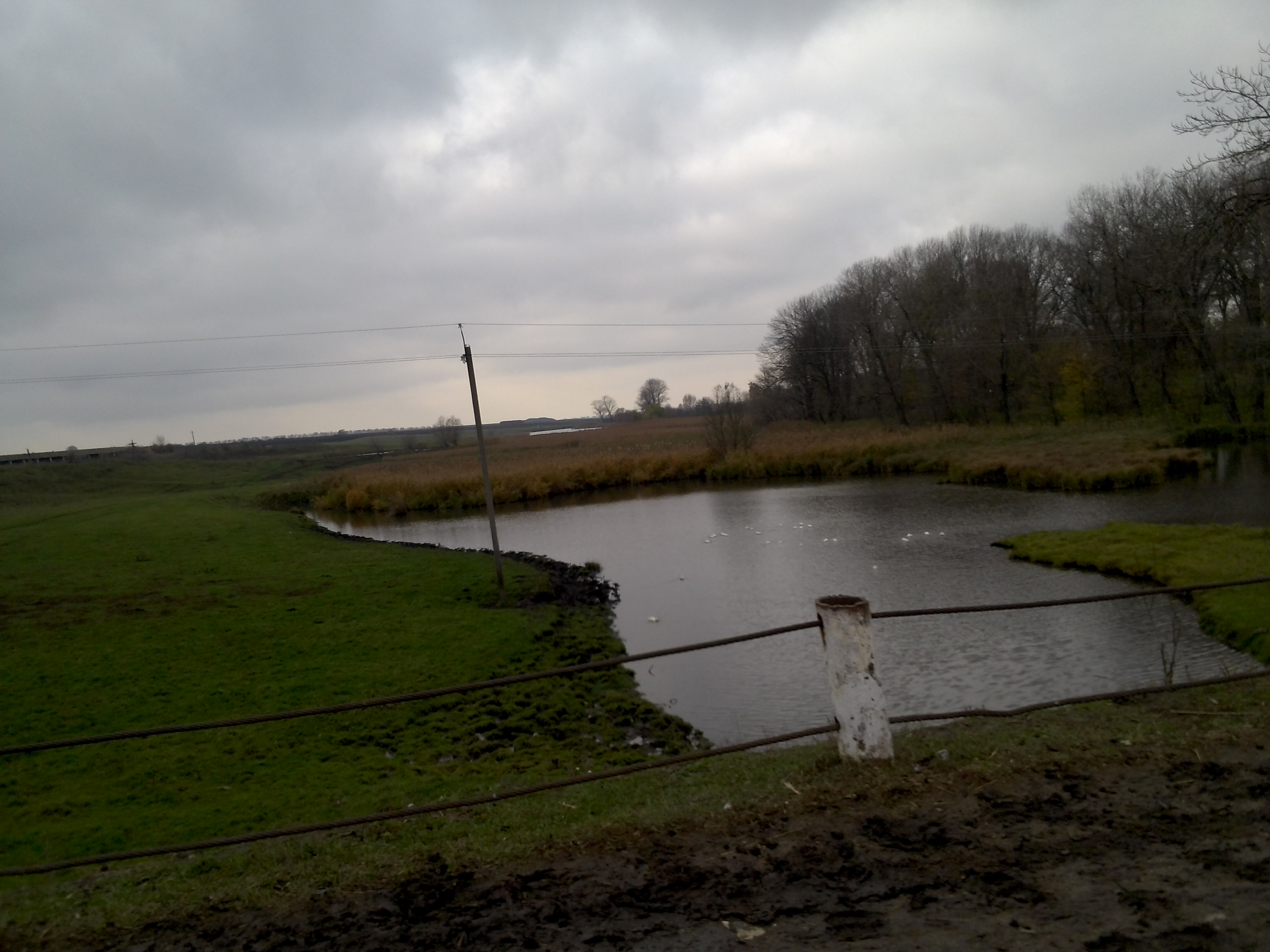
Тиха Руда в с. Костянтинівка